# Henicopernis
Henicopernis är ett släkte i familjen hökar med två arter som förekommer på Nya Guinea och i Bismarckarkipelagen:
- Långstjärtad bivråk (H. longicauda)
- Svart bivråk (H. infuscatus)